# Ubuçu
O ubuçu ou buçu (Manicaria saccifera), popularmente chamado ubucuzeiro ou tururi, é uma palmeira encontrada em Trinidad, na América Central e do Sul, abundante nas várzeas e ilhas da Amazônia brasileira, com frutos em forma de cocos pequenos, da família Arecaceae e uma espécie do género Manicaria. principalmente nos estados do Amazonas, Pará e Amapá. 
Sua palha é utilizada por ribeirinhos na cobertura de casas. O estipe alcança 3 a 5 metros de altura e 3 centimetros de espessura. As folhas atingem 5 a 7 m em comprimento, e suas bainhas secas persistem sobre o caule; o espádice é grande e ramificado, indo de 1 a 1,5m e o fruto é uma drupa esférica e suberosa por fora, e que contém de 1 a 3 sementes.
O cacho que pende da palmeira é protegido por um invólucro na forma de um saco de material fibroso e resistente chamado de tururi (Manicaria saccifera Gaertn). É esse material, recolhido caído no chão ou retirado pelo caboclo, com a ajuda da peconha, que por apresentar morfologia das fibras celulósicas (flexibilidade e resistência) possui uma aplicabilidade mercadológica diversificada.

## Artesanato
A fibra tururi por apresentar características de flexibilidade e resistência é constantemente utilizada por artesãos e ribeirinhos na região amazônida. possui uma aplicabilidade mercadológica diversificada:  como uso em artesanato; compósitos a serem usados em mobiliário ou construção civil; em produtos têxteis, como um tecido na produção de moda; como um produto de papelaria, na forma de papel para caderno, através do casal Hilson Rabelo e Eliane Rabelo, artesãos que utilizam as "fibras da Amazônia" como o: tururi, miriti, patichuli e, a folha de bananeira. De acordo com Felícia Assmar Maia, o tururi na forma de um produto mercadológico surgiu através da criação de sacolas vendidas nos mercados regionais.